# Silk-FAW

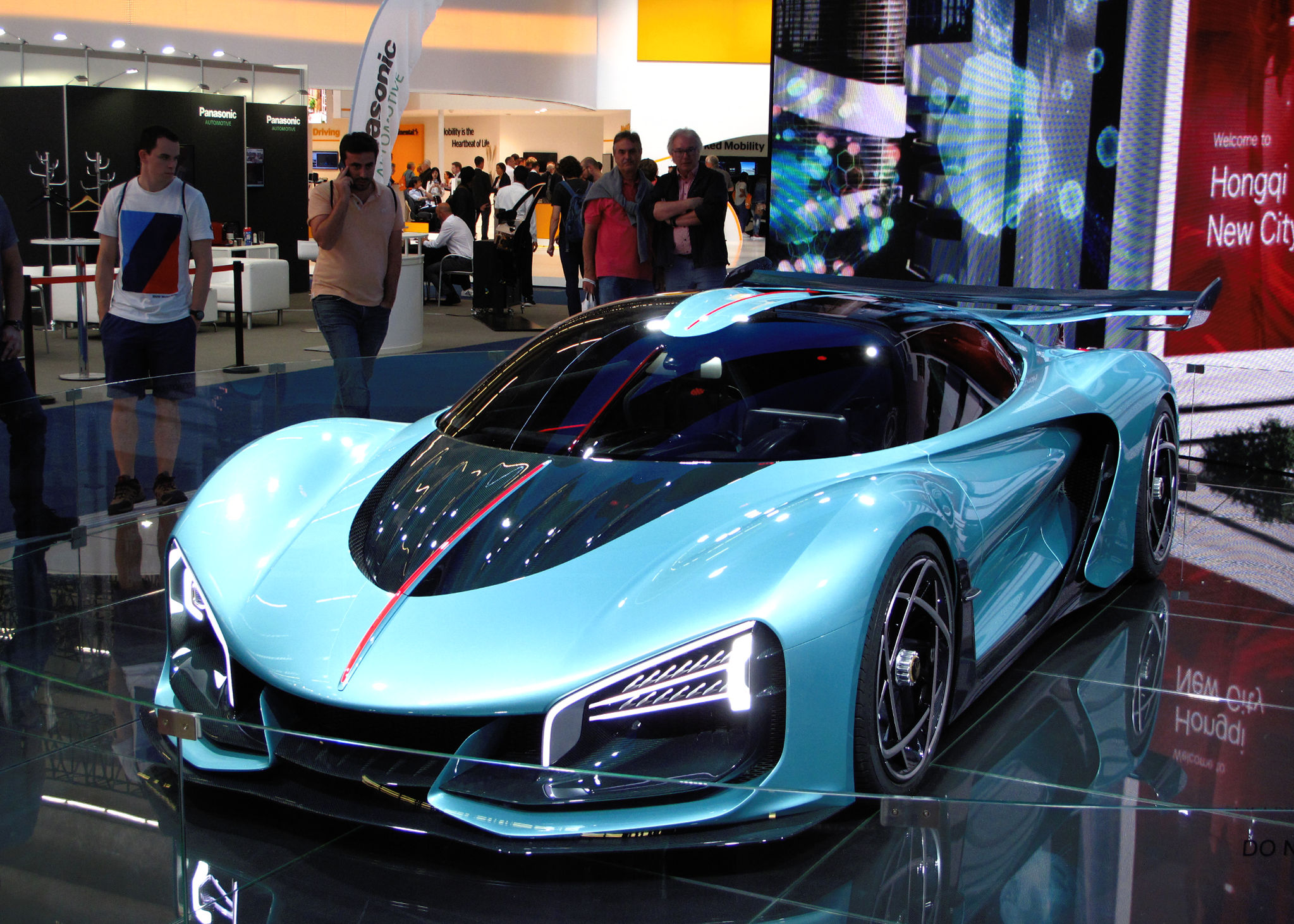
Hongqi S9 Concept

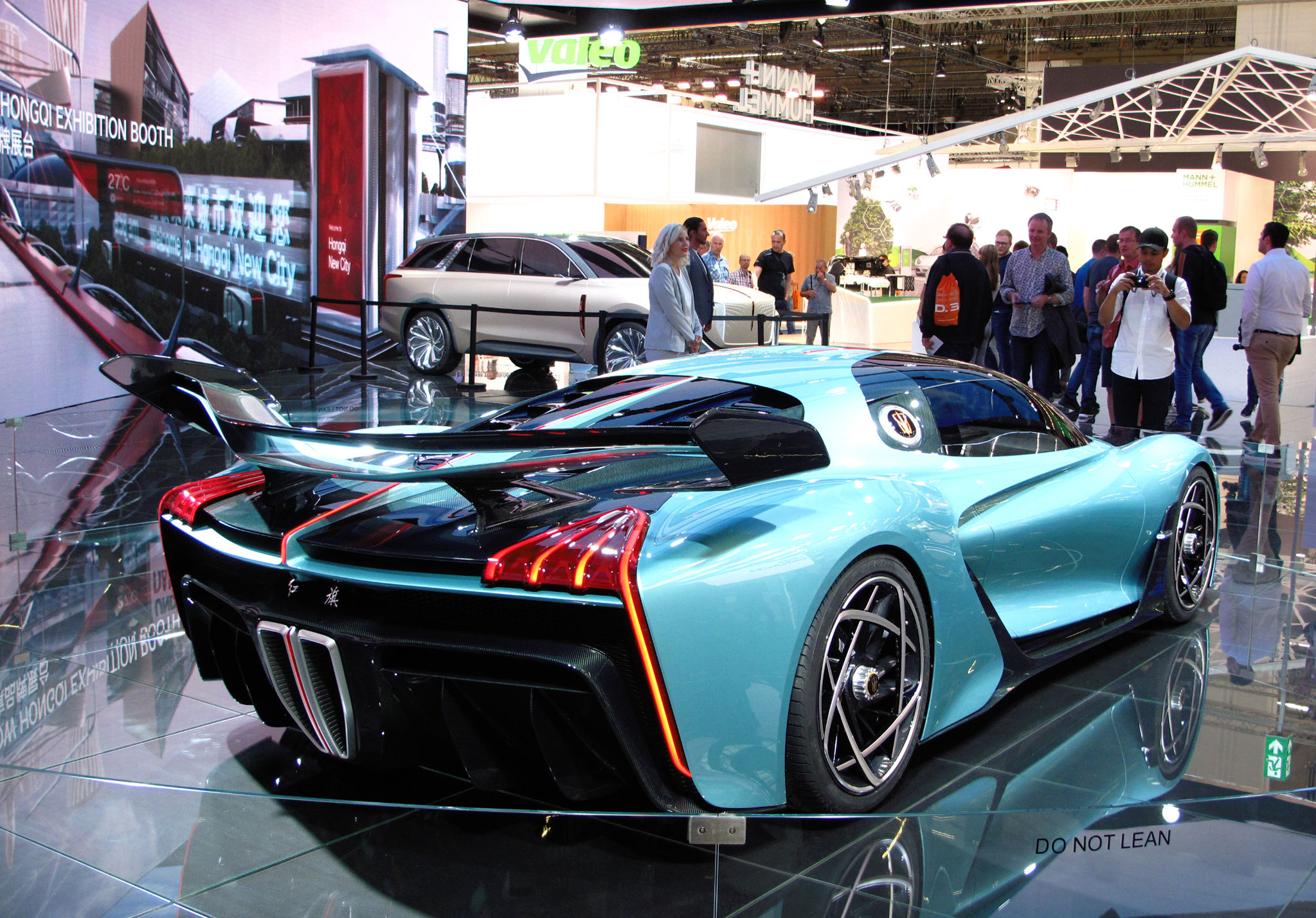
stoisko na IAA 2019

Silk-FAW – włosko-chiński producent hybrydowych hipersamochodów, z siedzibą w Modenie, działający w latach 2020–2023. Należał do joint-venture między włoskim Silk EV i chińskim FAW Group. 

## Historia

### Hongqi S9 Concept
We wrześniu 2019 roku chiński koncern FAW Group przedstawił prototyp w pełni elektrycznego hipersamochodu marki Hongqi, dotychczas skoncentrowanej na luksusowych limuzynach i SUV-ach. Hongqi S9 Concept zadebiutowało na międzynarodowych targach IAA 2019 we Frankfurcie nad Menem, zapowiadając debiut jego produkcyjnej wersji dwa lata później.

### Joint-venture
W celu opracowania produkcyjnego Hongqi S9 koncern FAW Group zdecydował się nawiązać współpracę z włoskim przedsiębiorstwem inżynieryjno-projektowym Silk EV. Partnerstwo miało na celu pozyskać doświadczonych inżynierów i projektantów oraz zaplecze technologiczne. W kwietniu 2020 roku powstała spółka typu joint-venture o nazwie Silk-FAW, która została zainaugorowana oficjalnie w lutym 2021 roku. Zapowiedziano jednocześnie, że sojusz zajmie się długofalową współpracą także na polu rozwoju innych luksusowych, zelektryfikowanych samochodów sportowych dla rynków Chin i globalnych. Produkcja przyszłych pojazdów Silk-FAW została wskazana zarówno na Włochy, jak i zakłady FAW w chińskim Changchun. 
Wraz z inauguracją Silk-FAW w lutym 2021 ogłoszono, że na czele działu projektowego znalazł się słynny włoski stylista Walter de Silva, którego pierwszym projektem został produkcyjny Hongqi S9. 3 miesiące później do zespołu Silk-FAW dołączył inny doświadczony w branży motoryzacyjnej Włoch, były dyrektor generalny Ferrari Amedeo Felisa.
Miesiąc wcześniej, podczas wystawy samochodowej Shanghai Auto Show 2021 odbyła się oficjalna światowa premiera produkcyjnego Hongqi S9.  Hipersamochód zyskał zupełnie nowy projekt nadwozia autorstwa Waltera de Silvy, jednak pomimo dedykowanego logo firmowego Silk-FAW zdecydowano się zachować dla niego markę Hongqi. Produkcyjny pojazd nie jest też samochodem w pełni elektrycznym, lecz hybrydowym typu plug-in. W maju 2021 zapowiedziano, że Hongqi S9 będzie ściśle limitowanym pojazdem, który zostanie zbudowany w 99 sztukach we włoskiej fabryce Silk EV w Modenie. Plany te nie doszły jednak do skutku w wyniku kłopotów prawnych włoskiej filii joint-venture, w wyniku czego plany ograniczonej produkcji przeniesiono do Chin bez określonego terminu i puli. W maju 2023 Hongqi S9 wystawiono na włoskim prestiżowym wydarzeniu Concorso d’Eleganza Villa d’Este, z kolei po 2023 roku przedsiębiorstwo nie kontynuowało już działalności.

## Modele samochodów

### Historyczne
- Hongqi S9 (2021)

### Studyjne
- Hongqi S9 Concept (2019)